# Cruzeiro (Sao Tomé-et-Principe)
Pour les articles homonymes, voir Cruzeiro.
Cruzeiro est une localité de Sao Tomé-et-Principe située au nord-est de l'île de São Tomé, dans le district de Mé-Zóchi.

## Climat
Cruzeiro est dotée d'un climat tropical de type As selon la classification de Köppen, avec des précipitations bien plus importantes en hiver qu'en été. La moyenne annuelle de température est de 22,6 °C et celle des précipitations de 1 874 mm.

## Population
Lors du recensement de 2012, 1 716 habitants y ont été dénombrés.